# Rim of the World
Rim of the World è un film del 2019 diretto da McG.
Film d'avventura fantascientifico sceneggiato da Zack Stentz. Il film è stato distribuito su Netflix il 24 maggio 2019. Durante la settimana in cui è stato distribuito, è stato il contenuto più visualizzato del servizio inglese SVOD, superando le due serie televisive Dead to Me e Riverdale.

## Trama
Alex, un ragazzo socialmente solitario che ha recentemente perso il padre in un incendio, frequenta con riluttanza un campo estivo nel sud della California chiamato "Rim of the World". Incontra altri due "disadattati": Zhen Zhen, un'orfana cinese inizialmente muta, e Dariush, un ragazzo schietto proveniente da una famiglia benestante. Un pomeriggio, mentre aspettano di andare in canoa in un lago, Zhen Zhen si inoltra nel bosco alla ricerca del punto panoramico che aveva visto su un manifesto del campo, mentre Alex cerca di seguirla. Incontra Dariush, che si trova lì vicino, pronto a rispondere al richiamo della natura. Dariush cerca erroneamente di "curare" la paura dell'altezza di Alex costringendolo a stare vicino al bordo di una scogliera, e Gabriel, un ragazzo che non avevano mai visto al campo, interviene. Zhen Zhen, sentendo il trambusto, torna giù e incontra i ragazzi. In quel momento, tutti ricevono messaggi allarmanti che li avvisano di evacuare immediatamente la zona.
Mentre tornano di corsa, scoprono che altri campeggiatori hanno lasciato il lago e assistono all'invasione della valle da parte di astronavi aliene. I ragazzi tornano al campo e in seguito scoprono che è vuoto di persone, tranne Conrad, un animatore del campo. Improvvisamente, un'astronave Dragon in fuga dalla Stazione Spaziale Internazionale atterra pesantemente nelle vicinanze. L'astronauta morente all'interno dell'astronave consegna ad Alex una chiave, con l'istruzione di portarla al Jet Propulsion Lab (JPL) della NASA a Pasadena, e che è l'unico modo per distruggere gli alieni. Un alieno appare con il suo "cane" e uccide l'astronauta. Alex e i suoi amici cercano di nascondersi e Conrad viene ucciso, ma i ragazzi riescono a eludere gli alieni e a fuggire dal campo.
Si dirigono verso l'ufficio dello sceriffo e scoprono un detenuto, Lou, che è stato lasciato indietro nelle celle. Lou afferma di avere un figlio che lo aspetta, così un'empatica Alex decide di liberarlo prima che il gruppo prosegua il viaggio verso il JPL. Più tardi, il gruppo incontra dei Marines che stanno evacuando i civili. Il comandante prende con gratitudine la chiave e mette i bambini su un autobus per metterli in salvo. Tuttavia, delle astronavi aliene attaccano il convoglio di veicoli e i soldati vengono uccisi, dopodiché Alex recupera la chiave dal comandante morente e il gruppo riparte per il JPL. Durante la notte, dopo essersi brevemente rifugiato nella vecchia casa di Gabriel, quest'ultimo spiega di essere un evaso da un riformatorio , dove era stato rinchiuso a causa di un malinteso nel negozio di sua madre, in cui un cliente ha pensato che Gabriel stesse tentando di rubare il resto dalla cassetta di sicurezza, ignaro della discalculia di Gabriel . Qualche tempo dopo, vengono attaccati da una banda di individui mascherati, guidati da Lou, che si rivela essere un ladro assassino e ha ingannato il gruppo per farsi liberare. Accetta di lasciare andare i ragazzi, ma solo se Alex gli dà la chiave, che Lou pensa di poter vendere al mercato nero. Alex rifiuta e Lou tenta di ucciderlo con un coltello, ma proprio prima che Lou lo attacchi, l'alieno dell'accampamento appare e li attacca tutti. Lou e i suoi uomini vengono uccisi, ma i ragazzi riescono a fuggire dopo aver intrappolato l'alieno in una piscina in giardino.
Mentre camminano nella foresta, Dariush e Gabriel litigano e Dariush rivela che suo padre ha perso la loro concessionaria d'auto , il che significa che andrà in prigione, motivo per cui Dariush è stato messo al campo. Improvvisamente, ricevono sul loro trasmettitore un SOS dal medico del JPL a cui erano stati incaricati di dare la chiave, incoraggiandoli a proseguire il loro viaggio. I ragazzi entrano in un centro commerciale e si cambiano d'abito. Dopodiché, il gruppo prende una Ford Mustang nel parcheggio, che scoprono essere in grado di guidare da Zhen Zhen, per percorrere rapidamente il resto della strada fino al JPL, ma vengono nuovamente attaccati dall'alieno che li insegue. Abbandonano il veicolo mentre cercano di sfuggire all'alieno e si rendono conto di aver lasciato la chiave in macchina. Dariush tenta di andare da solo a prendere la chiave, solo per essere ferito dall'alieno nel processo, ma riesce a scappare con la chiave. Il gruppo finalmente arriva alla struttura del JPL, ma scopre che il medico è morto e il suo messaggio di SOS era solo il risultato del suo sangue che gocciolava sul suo trasmettitore. I ragazzi riescono a stabilire un contatto radio con un generale del NORAD, il quale spiega che la chiave contiene informazioni che possono essere utilizzate per distruggere la nave madre aliena in orbita tramite un progetto di difesa della Guerra Fredda chiamato Excalibur. Zhen Zhen scende in cantina per avviare i generatori di emergenza, dove viene attaccata da un cane alieno, mentre Alex sale sul tetto per riallineare la parabola di comunicazione, dove viene attaccato dall'alieno. Zhen Zhen riesce a rinchiudere il cane in cantina e torna nella sala comando per aiutare Gabriel e Dariush, ferito, a inserire le chiavi che lanceranno l'arma Excalibur.
Zhen Zhen, Dariush e Gabriel evacuano l'edificio del JPL, mentre Alex attira l'alieno in una sala prove e lo uccide con i gas di scarico. I ragazzi assistono da terra mentre l'astronave madre aliena esplode nell'atmosfera. Alex si riunisce a sua madre e i bambini vengono celebrati come eroi.

## Produzione
A marzo 2018, è stato dichiarato che McG si sarebbe occupato della regia di Rim of the World per Netflix accantonato da una sceneggiatura di Zack Stentz. In un'intervista, Stentz rivelò che già aveva iniziato a lavorare sulla sceneggiatura del film nel 2017, mentre l'accordo con Netflix si concluse un anno dopo. Il cuore della produzione ebbe luogo a Los Angeles, in California.
La fase delle riprese ebbero inizio a giugno 2018, e secondo quanto riferito ebbe una longevità di 40 giorni. Infine, nello stesso mese, venne finalmente annunciato il cast; tra cui i quattro protagonisti: Jack Gore (nel ruolo di Alex), Miya Cech (nel ruolo di ZhenZhen), Benjamin Flores Jr. (nel ruolo di Dariush) e Alessio Scalzotto (nel ruolo di Gabriel).

## Accoglienza
Sul sito aggregatore di recensioni, Rotten Tomatoes, il film ha ottenuto un indice di gradimento del 25% basandosi su 13 recensioni, con un punteggio medio di 3.8 su 10.